# The Door
The Door és el quart i últim senzill del segon àlbum del grup australià Silverchair, Freak Show, només es va llançar a Austràlia. És una de les poques cançons dels primers àlbums que el grup encara toca en directe.

## Llista de cançons
CD Senzill AUS (MATTCD062)
1. "The Door"
2. "Surfin' Bird"
3. "Roses (live)"
4. "Minor Threat (live)"
5. "Madman (live)"

7" Ltd. AUS (MATTV062)
1. "The Door"
2. "Surfin' Bird"
3. "Roses (live)"
4. "Minor Threat (live)"

Les tres cançons en viu estan gravades en la sala de ball Chicago's Aragon Ballroom el 20 d'abril de 1997. Jeremy Chatelain de la banda Hannson canta en la cançó "Minor Threat".